# ROMATSA
Administrația Română a Serviciilor de Trafic Aerian - ROMATSA este o regie autonomă care deține monopolul natural al serviciilor de trafic aerian în România.
A fost înființată în anul 1991 și se află sub autoritatea Ministerului Transporturilor și Infrastructurii.
ROMATSA funcționează pe bază de gestiune economică și autonomie financiară, realizând funcțiunile specifice legate de Managementul Traficului Aerian.
Pentru serviciile de trafic aerian asigurate aeronavelor civile care survolează spațiul aerian al României, Regia Autonomă ROMATSA aplică prevederile reglementărilor EUROCONTROL (Organizația Europeană pentru Siguranța Navigației Aeriene), la care România a aderat din anul 1996.
ROMATSA are ca obiect principal de activitate furnizarea de servicii de navigație aeriană, incluzând servicii de trafic aerian, servicii de comunicații aeronautice, navigație și supraveghere în domeniul aeronautic, servicii meteorologice aeronautice, servicii de informare aeronautică, precum și servicii - suport pentru misiunile de căutare a aeronavelor aflate în pericol în regiunea de informare a zborurilor FIR-București.

Cifra de afaceri în 2020: 879,1 milioane lei